# Сюань Цзинлинь
Сюань Цзинлинь (кит. 宣景琳; настоящее имя — Тянь Цзиньлинь, 1907 — 22 января 1992 года) — китайская актриса, одна из ярких представительниц золотого века китайского кино (30-е годы XX века).
Родилась и выросла в Шанхае. В 15 лет начала заниматься проституцией. В 18 лет прошла кинопробы в кинокомпании «Минсин», с этого времени она порывает с прошлой жизнью и всецело посвящает себя кинокарьере. Из-за специфической внешности Цзинлинь в свои 20 лет играла преимущественно вдов и пожилых женщин. В конце 1920-х годов актриса на некоторое время оставила кино, однако уже в 1931 году состоялось её возвращение на экран. Цзинлинь снялась ещё в нескольких картинах, после чего по причине болезни была вынуждена окончательно покинуть кинематограф. В годы японо-китайской войны заметно постаревшая актриса уже не вызывала интереса у публики, более чем на 10 лет исчезла из поля зрения зрителей и прессы.
После основания КНР в отличие от многих других шанхайских звёзд, скомпрометировавших себя сотрудничеством с японцами, Цзинлинь оказалась одной из немногих актрис с безупречным реноме, благодаря чему стало возможным её возвращение на экран. В период с 1949 по 1964 год она снялась в шести эпизодических ролях. В 1965 году Сюань Цзинлинь вышла на покой, остаток своих дней она провела в Шанхае.

## Биография

### Детство
Тянь Цзинлинь родилась в 1907 году в Шанхае. Её отец служил разносчиком газет, мать, родом из Сучжоу, была домохозяйкой. Всего в семье Тянь было пятеро детей, трое дочерей и двое сыновей, Цзинлинь была младшей из сестёр. Хотя в более поздней автобиографии, составленной уже после установления коммунистической власти, Цзинлинь вспоминала, что провела детство в глубокой нищете, в биографической статье, написанной с её слов в 1935 году, утверждается, что после смерти отца семью содержала старшая сестра, которая успешно вышла замуж за шанхайского богача. Отличаются также и воспоминания об обучении: если в 1935 году актриса утверждала, что получала домашнее образование, в том числе занималась английским языком с личным репетитором, то в 1956 году она писала о том, что из-за крайней бедности не могла поступить в обычную школу и занималась в частной, где постигала самые базовые основы китайского языка. В школе Цзинлинь часто ссорилась с мальчишками, из-за чего получала выволочку от учителя. В итоге девочка бросила занятия. В тринадцать лет она вновь поступила на курсы, но и в этот раз её обучение затянулось ненадолго: претерпевая постоянные насмешки от других учеников из-за своего низкого социального происхождения, Цзинлинь бросила обучение в очередной раз. Впрочем, в более ранних воспоминаниях (1935 года) никаких подобных утверждений не содержится.

### На дне
В возрасте 15 лет Цзинлинь во время поездки в Ханчжоу знакомится с молодым человеком по фамилии Ван. Несмотря на разницу в возрасте (Ван был старше Цзинлинь на несколько лет) молодые люди завели романтические отношения. Как вспоминала сама Цзинлинь, вначале они созванивались раз в три дня, чтобы вместе пойти посмотреть фильм, но в скором времени ежедневные, порой неоднократные, звонки стали жизненной необходимостью. Романтическая идиллия продлилась недолго: старшая сестра Цзинлинь узнала о том, что господин Ван является заклятым врагом её мужа и после этого решительно потребовала от сестры прекратить с ним всяческие отношения. Девушка обратилась за советом к матери, но та встала на сторону старшей дочери, напомнив Цзинлинь, кто именно содержит их семью. Девушка отказала Вану в его ухаживаниях, а сама после этого слегла с тяжёлой болезнью.
Впрочем, господин Ван не был намерен отступать: всеми способами, втайне от окружающих, он оказывал поддержку возлюбленной и утешал её. Чувства молодых людей вспыхнули с новой силой, однако и на этот раз на пути их отношений возникла преграда: когда речь зашла о замужестве, Цзинлинь узнала, что господин Ван уже женат. Сам Ван был готов расторгнуть брак с нелюбимой женой в любую минуту, однако мать и сестра Цзинлинь выступили категорически против, и молодые люди вновь были вынуждены разорвать отношения.
Любовная трагедия глубоко поразила Цзинлинь: устав от бесконечного давления со стороны матери и сестры, девушка принимает решение начать новую, самостоятельную жизнь, где она не будет финансово зависеть от семьи и подчиняться чужим решениям. В тайне от родных Цзинлинь вместе с родной тёткой, которая всё это время была её единственной советчицей, покидает Шанхай и перебирается в Нанкин, где устраивается работать в одном из «вечнозелёных домов» (иносказательное название борделя в Китае той эпохи). Поскольку Цзинлинь не проходила по возрастному критерию, то она соврала, что ей уже исполнилось шестнадцать лет. Под новым именем Сай Чжаожун (赛照荣) юная куртизанка сразу же приобрела известность в городе: в день девушка получала до 20 «вызовов». Однако выдержала Цзинлинь чуть более двух недель: после того, как начальник местной налоговой службы потребовал провести с ним ночь, девушка сбежала с борделя и вернулась в Шанхай.
В Шанхае Цзинлинь не имела другого выбора, как продолжить заниматься прежней профессией. Одна из новых знакомых, госпожа Чжан, устроила её работать в борделе на территории французской концессии. Через некоторое Цзинлинь приобрела собственный дом и стала принимать клиентов на дому. Одним из таких клиентов стал господин Тан, который, как вскоре выяснилось, был приятелем господина Вана, бывшего возлюбленного Цзинлинь. Через некоторое время Цзинлинь посетил и господин Ван. Узнав о роде занятий своей бывшей возлюбленной, Ван почувствовал себя пристыженным и посрамлённым, но как и раньше он не смог противостоять напору чувств и через некоторое время пара в очередной раз восстановила отношения. Цзинлинь в свою очередь решила полностью порвать с текущей профессией.

### Актриса
В 1925 году основатель компании «Минсин», режиссёр Чжан Шичуань готовился к съёмкам фильма «Последнее благородное сердце». Все роли в фильме были успешно распределены, вакантной осталась одна второстепенная роль своенравной, озорной девушки. Найти актрису на эту роль режиссёру помог случай: просматривая журнал о живописных пейзажах Северо-Западного Китая, Чжан Шичуань увидел фотографию девушки верхом на осле. В памяти режиссёра всплыла картина из его собственной жизни: миловидная шаловливая девушка, катающаяся на осле в одном из развлекательных парков Шанхая. Режиссёр выдал распоряжение разыскать девушку. Ею оказалась Сюань Цзинлинь. В скором времени она прошла пробы и была утверждена на роль. После завершения съёмок фильма Шичуань выкупил девушку из борделя за 2000 юаней. После того как выкуп был внесён, Сюань Цзинлинь смогла покончить со своей прошлой жизнью и сосредоточиться на карьере актрисы. Характерная внешность (субтильное телосложение и впалый рот) существенно старили юную девушку, тем самым определив её амплуа: на экране ей зачастую приходилось играть женщин, чей возраст значительно превышал её собственный. Так, уже в одной из дебютных ролей в фильме «Маленький друг» Сюань сыграла тридцатилетнюю вдову, несмотря на то, что самой актрисе к тому времени исполнилось всего лишь восемнадцать лет.

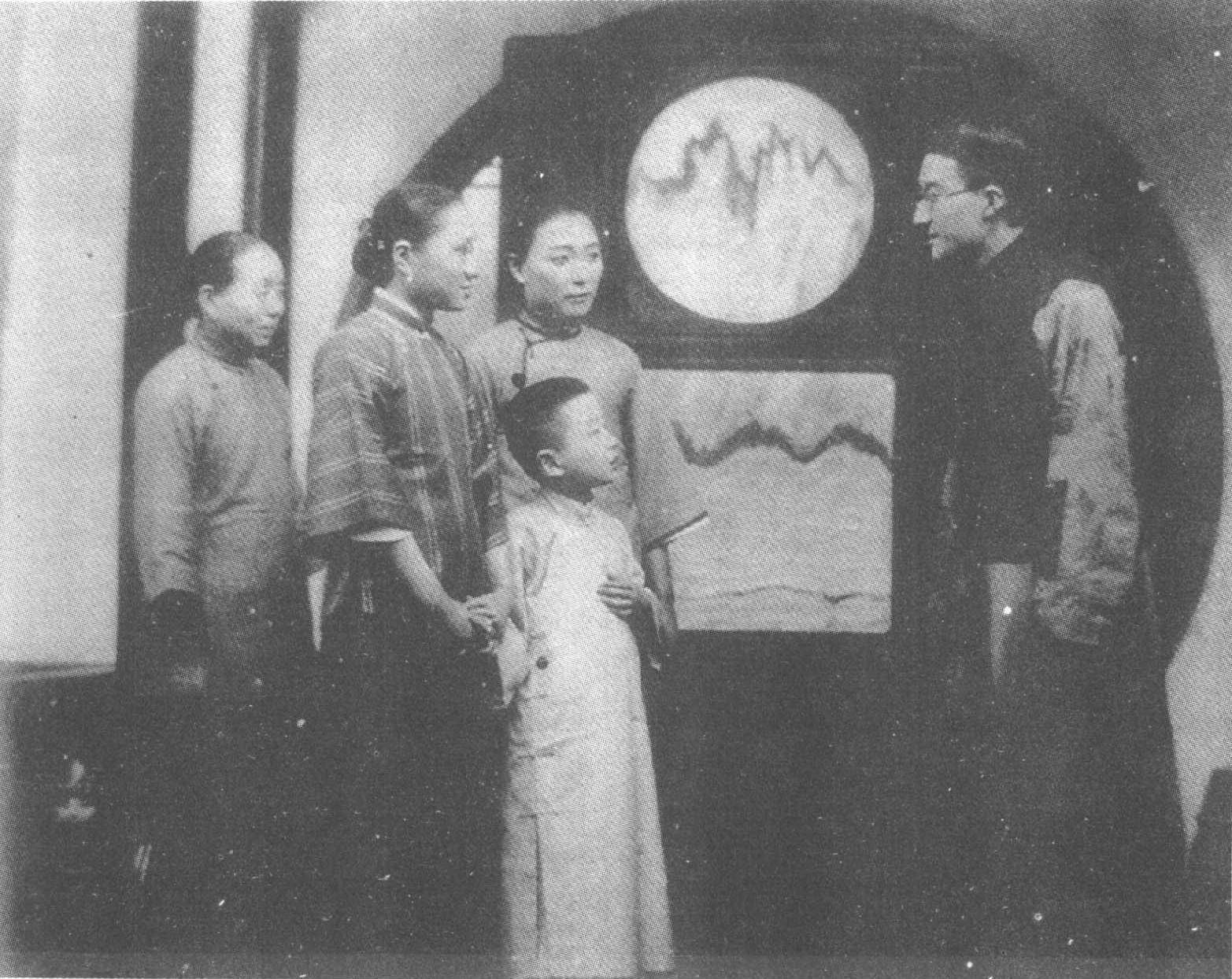
Сюань Цзинлинь (вторая слева) в 18 лет играет вдову в фильме «Маленький друг» (1925)

В конце 1920-х — начале 1930-х годов Сюань Цзинлинь стала финансово независимой, её личная жизнь также выглядела стабильной: покончив с прошлой жизнью, Цзинлинь поселилась вместе с господином Ваном, который в то время работал банковским служащим. Как вспоминал актёр Гун Цзянун, все близкие люди, включая режиссёра Чжан Шичуня, одобряли этот союз, справедливо полагая, что в случае Цзинлинь сложно будет отыскать более подходящую кандидатуру. Сам господин Ван производил впечатление чрезвычайно скромного человека: он редко появлялся на людях вместе с Цзинлинь, не посещал её выступления и не встречался с её сотрудниками. Единственный раз, когда он навестил Сюань во время съёмок фильма «Веер молодой госпожи», обернулся скандалом: один из молодых парней, член съёмочной группы, зашёл в гримёрную в поиске желающих испробовать только что изученную технику массажа, и когда Цзинлинь согласилась выступить в качестве ассистента, в гримёрную вошёл господин Ван. Уличив возлюбленную в неподобающем времяпрепровождении, он развернулся и ушёл, не сказав ни слова. Цзинлинь и вся съёмочная группа бросилась за ним вдогонку, в результате чего съёмка была остановлена, а фирма понесла серьёзный материальный ущерб.
После выхода картины Цзинлинь оставила мир кино и посвятила себя семейной жизни. Однако и на этот раз обстоятельства не сопутствовали молодым влюблённым: родители Вана решительно выступили против его брака с бывшей проституткой и пара в очередной разорвала отношения, на этот раз навсегда. Через некоторое время актриса вышла замуж за врача.
В 1931 году началась эра звукового кино в Китае. В условиях жёсткой конкуренции кинокомпании активно наращивали потенциал, искали новых актёров, экспериментировала с жанрами, стилистикой и методами съёмки. На волне нового интереса публики к кино Цзинлинь решила вернуться на экран и обратилась с просьбой к режиссёру Чжан Шичуаню. Чжан дал согласие, однако перед Цзинлинь встала одна существенная преграда: все звуковые фильмы без исключения снимались на гоюй, официальном языке Китае, за основу которого взято северное наречие. Цзинлинь же родилась и выросла на юге, её мать происходила из Сучжоу и сама девушка говорила с сильным сучжоуским акцентом. Актрисе пришлось приложить немало усилий, однако результат окупил затраченные усилия: в скором времени Цзинлинь стала параллельно сниматься для двух крупных шанхайских компаний — Минсин и Тяньи. Теперь она всё чаще играла вдов и пожилых матерей. В фильме «Две сестры» (1933) (по сбору кассы наиболее успешной картине компании «Минсин») она сыграла мать двух героинь, обе роли которых исполнила Ху Де, будучи при этом на год младше последней.

### Закат
В 1935 году, после съёмок картины 《大家庭》, Сюань серьёзно заболела. По её собственным словам, она почти три месяца была прикована к постели и никто из коллег и сотрудников «компании Минсин», кроме Ху Де, не проявил в отношении неё совершенно никакого беспокойства. Выздоровев, актриса снялась в картине 《秋雨残冬》, а после этого приняла решение оставить актёрскую карьеру и на последующие тринадцать лет исчезла с киноэкрана. Её возвращение состоялось в 1949 году, после установления коммунистической власти. Сюань Цзинлинь продолжала появляться в кинокартинах, хотя и заметно реже, вплоть до начала «культурной революции». Последний фильм с её участием вышел в 1964 году. После выхода на пенсию была внештатным советником Палаты по вопросам истории и культуры города Шанхая. В 1957 году актриса участвовала на учредительном собрании Конгресса работников кинопроизводства, среди учредителей которого был премьер-министр Чжоу Эньлай. В 1979 году Сюань Цзинлинь принимала участие в 4-м Конгресс деятелей литературы и искусства (кит. 第四次文代会).
Умерла Сюань Цзинлинь 22 января 1992 года в Шанхае. В последние годы её жизни она снискала признание и почтение как заслуженный деятель кинематографа. О раннем этапе её жизни упоминания в прессе к этому времени исчезли.

## В литературе
Беллетризованная история жизни Сюань Цзинлинь содержится в книге «Горе и радости кинозвёзд» Шень Цзи. Несмотря на то, что биография актрисы изложена достаточно подробно и правдоподобно, большая часть информации идёт вразрез с теми фактами её биографии, которые изложены в её собственных автобиографиях и теми, что приведены в воспоминаниях Гун Цзянуна.

## Фильмография
Тире (—) отмечены фильмы, которые не издавались и в настоящее время недоступны ни в каком формате.

| Год  | Русское название                  | Оригинальное название | Международное название | Релиз |
| ---- | --------------------------------- | --------------------- | ---------------------- | ----- |
| 1925 | Последнее благородное сердце      | 最後的良心            |                        | —     |
| 1925 | История шанхайской женщины        | 上海一妇人            |                        | —     |
| 1925 | Слепая сирота                     | 孤盲女                |                        | —     |
| 1925 | Маленький друг                    | 小朋友                |                        | —     |
| 1925 | Бедная девочка                    | 可怜的闺女            |                        | —     |
| 1925 | Дом новых людей                   | 新人的家庭            |                        | —     |
| 1925 | Скорого рождения!                 | 早生贵子              |                        | —     |
| 1926 | Хороший парень                    | 好男儿                |                        | —     |
| 1926 | Дочь богача                       | 富人之女              |                        | —     |
| 1926 | Безымянный герой                  | 无名英雄              |                        | —     |
| 1926 | Сентиментальная актриса           | 多情的女伶            |                        | —     |
| 1927 | Подлинное или настоящее сокровище | 真假千金              |                        | —     |
| 1927 | Опадают цветы сливы               | 梅花落（上中下集）    |                        | —     |
| 1928 | Веер молодой госпожи              | 少奶奶的扇子          |                        | —     |
| 1930 | Романтичная девушка               | 浪漫女子              |                        | —     |
| 1930 | «Мамаша» и её девочки             | 娼门贤母              |                        | —     |
| 1931 | Любовные истории киноэкрана       | 银幕艳史              |                        | —     |
| 1931 | Весенние краски приходят на сцену | 歌场春色              | Spring Comes on Stage  | —     |
| 1931 | Последняя любовь                  | 最后之爱              |                        | —     |
| 1932 |                                   | 上海小姐韩绣雯        |                        | —     |
| 1932 |                                   | 有夫之妇              |                        | —     |
| 1932 |                                   | 窗上人影              |                        | —     |
| 1932 |                                   | 生死无妻              |                        | —     |
| 1932 |                                   | 玉人永别              |                        | —     |
| 1933 |                                   | 前程                  |                        | —     |
| 1933 |                                   | 母与子                |                        | —     |
| 1933 | Сёстры-близнецы                   | 姊妹花                | Twin Sisters           | DVD   |
| 1933 | Мать и сын                        | 二对一                |                        | —     |
| 1934 |                                   | 妇道                  |                        | —     |
| 1934 |                                   | 路柳墙花              |                        | —     |
| 1934 |                                   | 女儿经                | Bible for Girls        | DVD   |
| 1934 |                                   | 再生花                |                        | —     |
| 1934 |                                   | 空谷兰                |                        | —     |
| 1934 |                                   | 乡愁                  |                        | —     |
| 1938 |                                   | 舞宫血泪              |                        | —     |

| Год  | Русское название  | Оригинальное название | Международное название | Релиз |
| ---- | ----------------- | --------------------- | ---------------------- | ----- |
| 1949 |                   | 自由天地              |                        | —     |
| 1951 | Весна женщины     | 女儿春                |                        | —     |
| 1956 | Семья             | 家                    |                        | DVD   |
| 1958 |                   | 三八河边              |                        | —     |
| 1958 |                   | 长虹号起义            |                        | —     |
| 1964 | Семейная проблема | 家庭问题              |                        | DVD   |